# Knut Bildmark

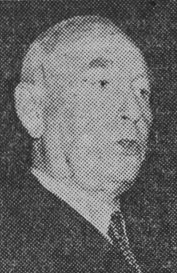
Knut Bildmark

Knut Wilhelm Bildmark, född 31 maj 1881 i Stockholm, död 1973, var en svensk arkitekt och intendent vid statliga Byggnadsstyrelsen.
Han var son till dekormålaren Andreas Bildmark och Erika Anderson och från 1910 gift med Dagmar Cederroth. Bildmark avgick med en avgångsexamen från byggtekniska yrkesskolan i Stockholm 1900 och arbetade därefter på ett ritkontor 1900-1901 och var senare arbetsledare vid ett flertal ny- och ombyggnader 1902-1906 däribland Centralbadet, Oscarsskolan, Oscars församlingshus i Stockholm. Han var ansvarig byggmästare i Stockholm 1904, kontrollant i Överintendentsämbetet 1906-1917, arbetschef eller kontrollant vid åtskilliga offentliga och enskilda byggnadsföretag och intendent vid statliga Byggnadsstyrelsen i Stockholm sedan 1918. Bildmark var styrelseledamot i Stockholms stads sparbank, institutet för värdering av fastigheter i Stockholm, Svenska Brandskyddsföreningen, ledamot i föreningen sällskapet Vänner till Pauvres Honteux i Stockholm och styrelsen för Sätra förvaltning, ledamot av särskilda fastighetstaxeringsnämnden i Stockholm, ledamot av redaktion och styrelse för tidskriften Byggmästaren 1928-1933 samt  hedersledamot i Stockholms Byggnadsförening. Han utgav en Entreprenadbok för husbyggnads arbeten 1921.